# Upper Newport Bay

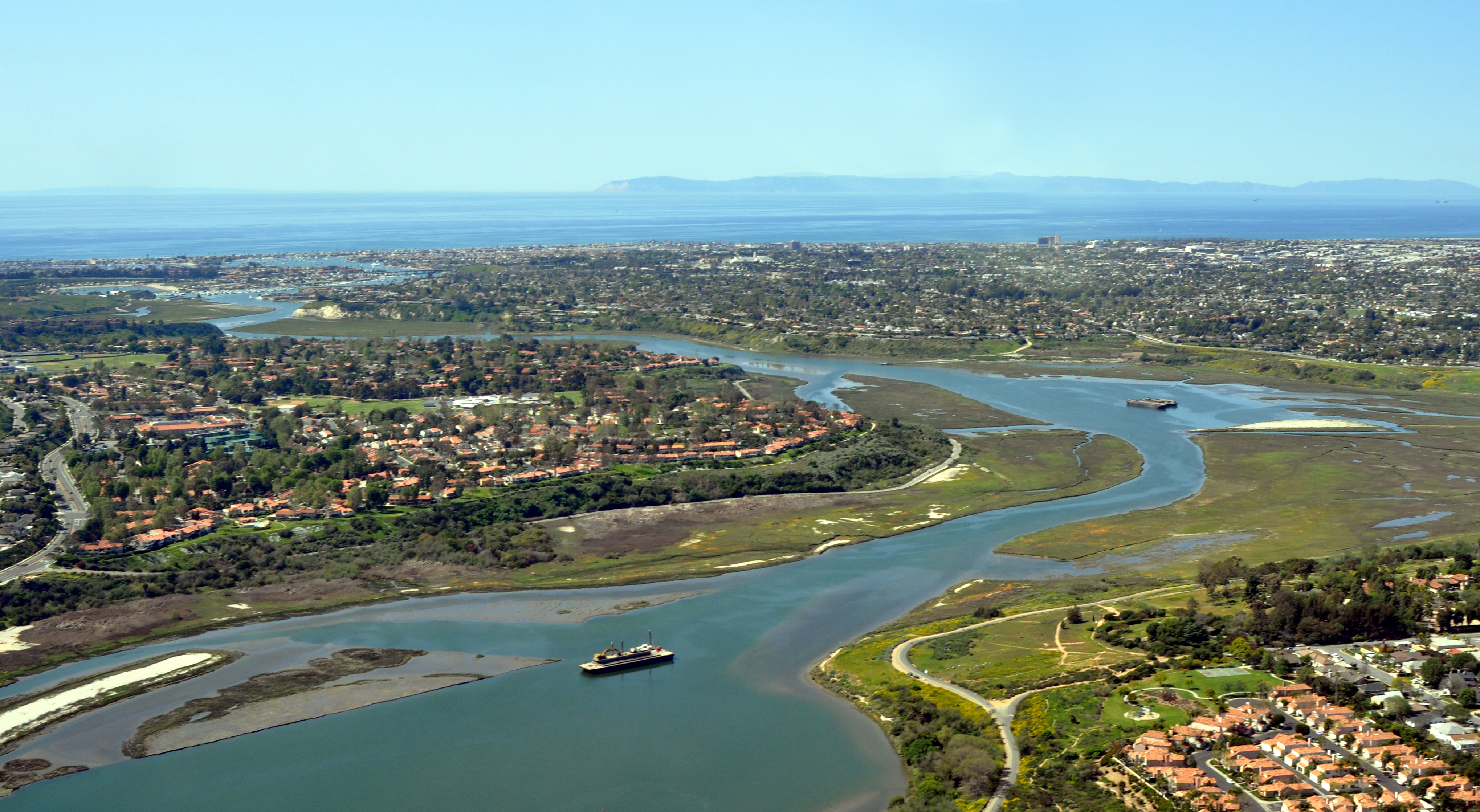
Luftbild der Bucht

Die Upper Newport Bay ist eine Bucht in Newport Beach im US-Bundesstaat Kalifornien. Sie ist der weiter im Landesinneren gelegene Teil der größeren Newport Bay, über die eine Verbindung zum Pazifischen Ozean besteht.
Die Bucht ist als Naturschutzgebiet ausgewiesen und daher ein Rückzugsgebiet für zahlreiche Tier- und Pflanzenarten. Am nördlichen Kopfende mündet der kanalisierte San Diego Creek in die Upper Newport Bay.

## Geographie

### Geographische Lage

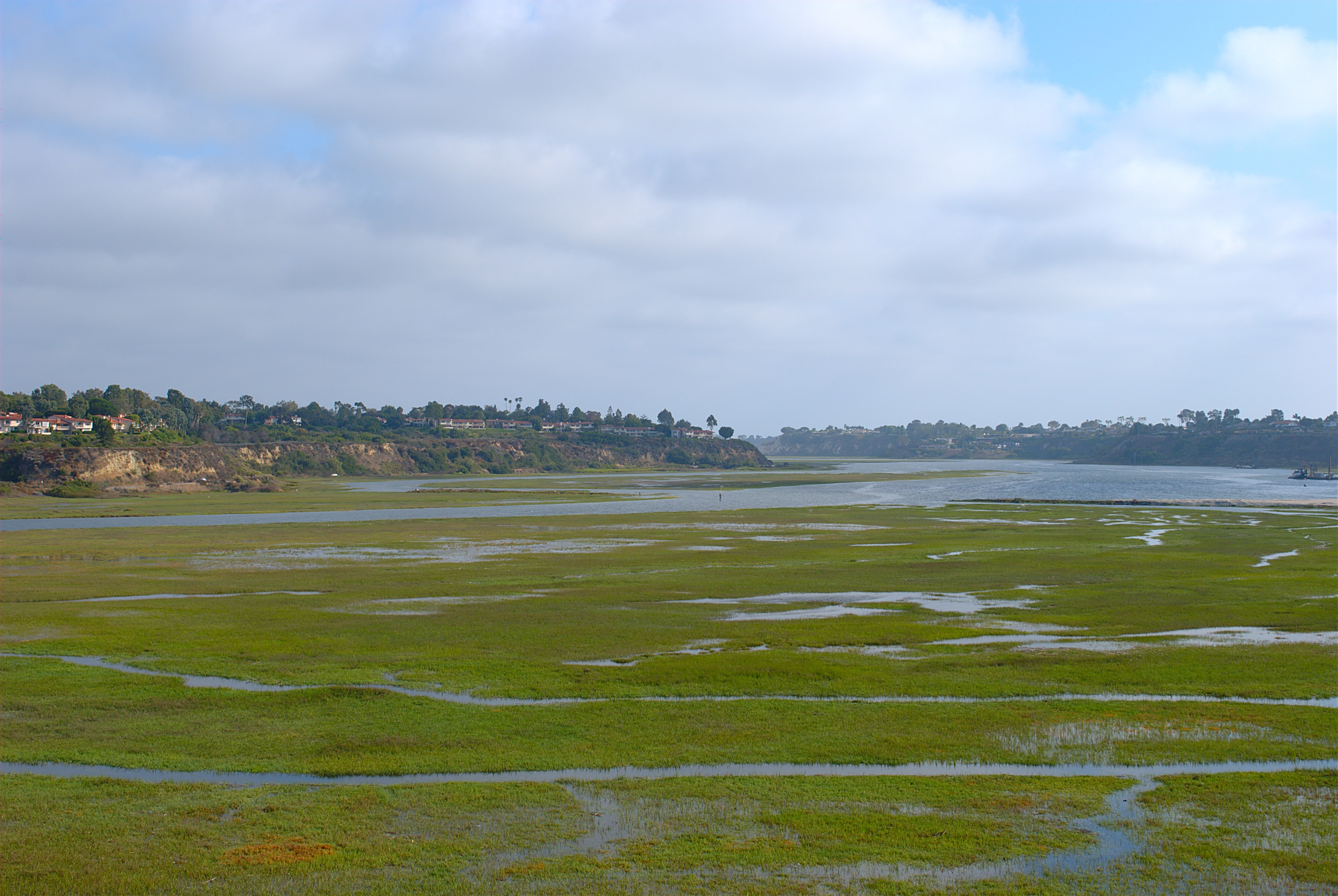
Blick nach Süden

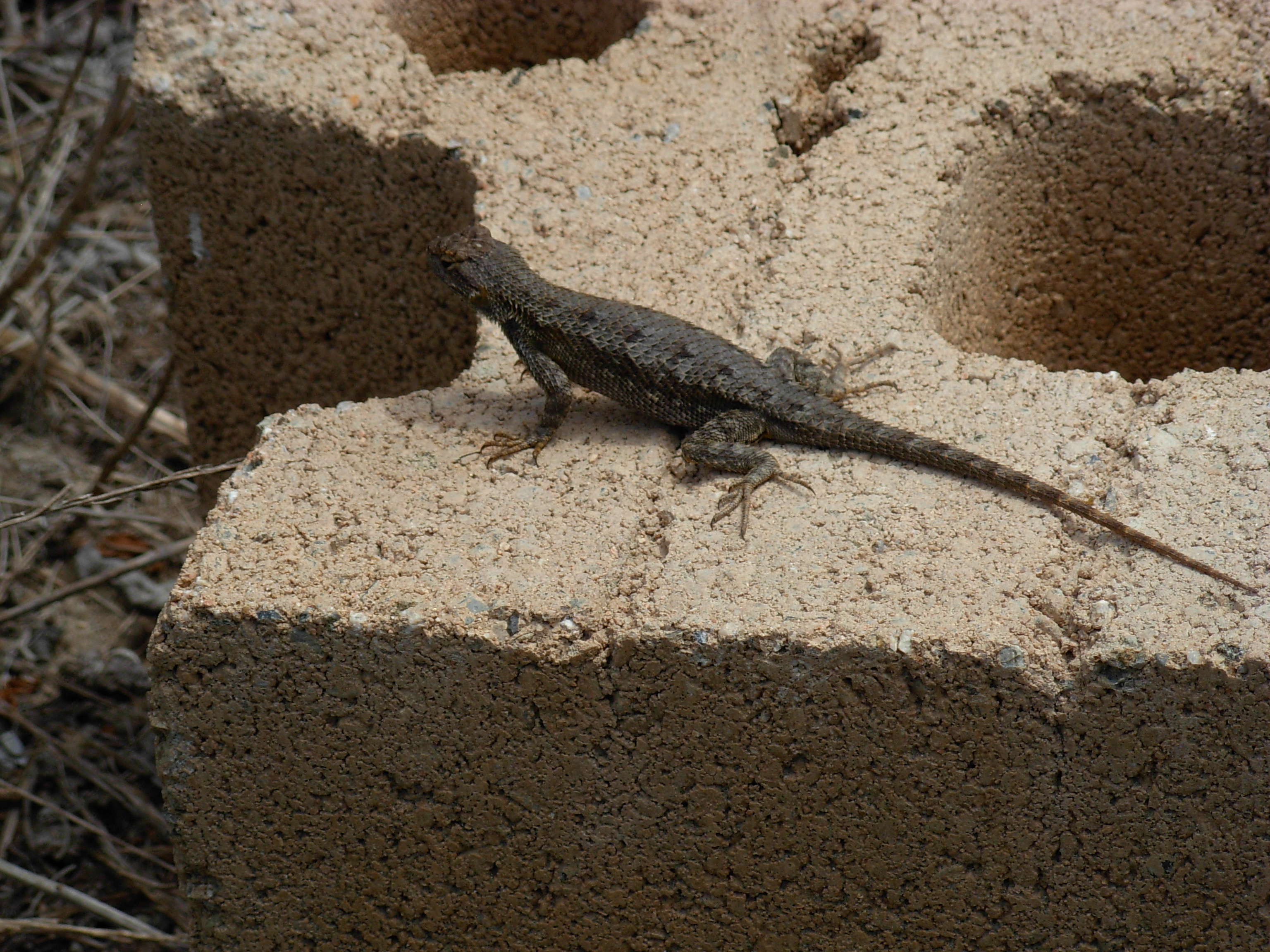
Eine Echse nahe der Bay

Die Straßenbrücke des Pacific Coast Highways bildet die Trennlinie zwischen der südlich gelegenen Newport Bay und der Upper Newport Bay. Die Bucht erstreckt sich weit ins Landesinnere bis zur Stadtgrenze von Irvine. Die Stadtteile West Santa Ana Heights und Corona del Mar rahmen das Gebiet im Norden und Osten ein. Am nördlichen Kopfende mündet der kanalisierte San Diego Creek in die Upper Newport Bay, die hier von hohen Klippen umgeben ist. Unterhalb der Felsen befindet sich ein Feuchtgebiet, das sich an den Uferzonen erstreckt. Das Gelände umfasst annähernd vier Quadratkilometer und steht unter Naturschutz.

### Flora und Fauna
In der Upper Newport Bay hat sich eine vielfältige Flora und Fauna entwickelt.
Die Tierwelt der Bucht ist vor allem aus ornithologischer Sicht sehr artenreich. Während der Zeit des Vogelzugs rasten große Vogelschwärme in der Upper Newport Bay. Die Feuchtgebiete dienen den Tieren dabei als reichhaltige Nahrungsquelle. In den Wintermonaten halten sich bis zu 56.000 Vögel in dem Gebiet auf, darunter auch die Hudsonweihe (Circus hudsonius), Mönchswaldsänger (Wilsonia pusilla) und Rubingoldhähnchen (Regulus calendula). Ebenso sind auch Braunpelikane (Pelecanus occidentalis) und seltene Exemplare des Kalifornischen Mückenfängers (Polioptila californica) anzutreffen. Die Landflächen werden unter anderem von Kojoten und Waschbären bevölkert. In den trockeneren Gebieten halten sich Echsen auf.
Die Pflanzenwelt der Upper Newport Bay gliedert sich in verschiedene Lebensräume. An den Ufern sind Salzpflanzen die am häufigsten anzutreffenden Gewächse. Die feuchten Uferzonen werden hauptsächlich von Rohrkolben und Queller bewachsen. In den trockeneren Lagen finden sich Weiden und Pappeln, während auf den Klippen bevorzugt Sukkulenten gedeihen.

## Geschichte
Die hellen Klippen der Upper Newport Bay bildeten sich vor ungefähr 15 Millionen Jahren. Die Bucht wurde vom prähistorischen Verlauf des Santa Ana Rivers geformt und im Pleistozän ausgehöhlt. In 
den Ablagerungen am Grund fanden sich Überreste von Mammuts, Bisons und Riesenfaultieren.
Die frühesten menschlichen Siedler sind seit rund 9.000 Jahren nachgewiesen. Vor 2.000 Jahren erreichten Gabrielino-Indianer das Gebiet, die sich von den Fischen und Pflanzen der Bucht ernährten. Kaum 50 Jahre nach der Ankunft der spanischen Missionare Ende des 18. Jahrhunderts waren alle Ureinwohner verschwunden.
Seit dieser Zeit graste Vieh auf den Hügeln der umliegenden Landschaft, die die Spanier Bolsa de Gengara (Bucht mit hohen Hängen) nannten. Das Schiff Vaquero erreichte 1870 die Bucht, die zu dieser Zeit ihren heutigen Namen Newport („Neuer Hafen“) erhielt. James Irvine hatte den Landstrich sechs Jahre zuvor für 37 Cent pro Morgen erworben. Zwischen den 1930er-Jahren bis 1969 wurde in den Feuchtgebieten Salz gewonnen.
Als in den 1960er-Jahren eine Wasserski-Anlage in der Bucht errichtet werden sollte, leisteten die Anwohner Widerstand. Der Bundesstaat Kalifornien stellte daraufhin 1975 eine Fläche von vier Quadratkilometern als Upper Newport Bay Ecological Reserve unter Naturschutz. Die umliegenden Felsen wurden 1989 als Upper Newport Bay Nature Reserve ebenfalls als Naturschutzgebiet ausgewiesen.